# Raimondo Inconis

Raimondo Inconis (født 27. marts 1959 i San Gavino Monreale) er en Italiensk komponist, fagottist og kontrafagottist. Han er bredt anerkendt som værende en af de fremragende kontrafagottist i det 21. århundrede.
Inconis studerede ved Musikkonservatorium i Cagliari hos Orlando Pittau.
Inconis udgav i 2009 bogen The Contrabassoon, history and technique – ER 3008 / ISMN 979-0-041-83008-7. Er en autoritativ guide til studiet af Kontrafagotten. Teksten præsenteres på engelsk, italiensk og tysk.